# Second Samurai
Second Samurai est un jeu vidéo d'action développé par Vivid Image et édité par Psygnosis en 1993 sur Amiga 500. Le jeu est sorti sur Amiga 1200 et Mega Drive en 1994. Sur la console de Sega, le jeu a été profondément remanié.
Le jeu fait suite à First Samurai (1991).